# Гименоптеризм
Гименоптеризм (hymenopterism; ужаления и укус перепончатокрылых) — отравление человека вследствие укусов и ужалений перепончатокрылых насекомых.
В США от укусов перепончатокрылых насекомых погибает вдвое больше людей, чем от укусов ядовитых змей.

## Этиология
Перепончатокрылые насекомые (Hymenoptera), такие как огненные муравьи, пчёлы, осы, шмели, шершни ядовиты и могут кусать и жалить человека.
Чаще всего перепончатокрылые, являясь социальными животными, нападают на человека при угрозе гнезду. Часто осы, пчёлы и муравьи внедряются в жилища людей, привлекаемые продуктами питания (особенно сладкими).
Укол производится жалом - особым аппаратом, находящимся на заднем конце тела этих насекомых. Укол сопровождается выпусканием в ранку ядовитой жидкости, образующейся в особых железах.
Жалить способно большинство перепончатокрылых из подотряда жалоносных, хотя есть некоторые представители подотряда сверлоносных, жалящих при помощи своего яйцеклада. Яйцеклад и жало — видоизменение одного и того же аппарата, образующегося из выростов кожи 8—9-го сегментов брюшка куколки перепончатокрылых. Жало свойственно исключительно самкам, и состоит из желоба, 2 стилетов, или щетинок с зазубринами, и 2 кроющих пластинок. Жёлоб состоит из двух слившихся между собою половин. Наибольшего развития достигают эти части у пчёл, шмелей и ос; среди муравьёв есть некоторые роды, напр. Ponera, Myrmica, Atta, снабженные хорошо развитым жалом, тогда как другие, например Formica, Lasius, имеют недоразвитое жало, так что не могут жалить, а выпрыскивают жидкость из ядовитой железы в ранку, произведённую верхними челюстями. У некоторых пчёл (южно-американские роды Melipona, Trigona) недоразвитыми являются ядовитые железы. Железы открываются при основании жала и имеют большею частью вид трубок, которые впадают в непарный резервуар, суживающийся к заднему концу и образующий непарный проток.
В семействе пчелиных ядовитые железы состоят из 2 трубок, которые могут быть соединены в одну и открываются одним общим отверстием в резервуар (например, у медоносной пчелы, шмелей) или же открываются в него 2 отверстиями (например, у Psyturus). Яд медоносной пчелы имеет вид прозрачной бесцветной жидкости кислой реакции; он растворяется в воде, но не растворим в спирту и при высыхании образует вязкую гуммиобразную массу. В нём содержится муравьиная кислота и некоторые белковые соединения. По мнению Карле, яд состоит из смеси секрета ядовитой железы и так называемые дюфуровской железы, которая существует у всех перепончатокрылых и открывается на брюшной стороне тела перед отверстием ядовитой железы. Дюфуровская железа имеет вид более или менее длинного мешка и выделяет довольно густую желтоватую жидкость, в которой взвешены сильно преломляющие свет капельки; эта жидкость имеет щелочную реакцию. Карле впрыскивал мухам секрет дюфуровской железы, так же как секрет ядовитой железы, и нашёл, что оба эти секрета в отдельности не убивают мух, тогда как, будучи впрыснуты вместе, вызывают немедленную смерть мух.

## Патогенез и клиническая картина
Яд перепончатокрылых содержит неаллергенные амины и пептиды, такие как гистамин и различные кинины, которые влияют на развитие местной реакции на укус благодаря способности вызывать воспаление и воздействовать на сосуды.
В яде содержатся аллергенные белки, вызывающие образование у больного антител IgE: фосфолипазы, гиалуронидазы, кислые фосфатазы и мелитин.
Яды Apidae (пчёлы), Vespidae (шершни, настоящие осы и осы) и Solenopsis (муравьи Рихтера) отличаются друг от друга.
Особенно опасны множественные укусы, укусы в голову, язык, шею, глаз, лицо.
Укус в периферический нерв может временно нарушить его функцию. После укуса в ствол лицевого нерва может развиться прозопоплегия. После укуса могут возникнуть неврит зрительного нерва, генерализованная полиневропатия и злокачественная миастения.
Местная реакция при укусе в полости рта или в гортани может привести к обструкции дыхательных путей.
Укус около глаза или века может обусловить развитие передней капсулярной катаракты, атрофии радужной оболочки или абсцесса хрусталика, а также перфорацию глазного яблока, глаукому или нарушение рефракции.
У людей с повышенной чувствительностью даже одиночный укус может привести от преувеличенно сильной местной реакции, до тяжёлой анафилаксии, сопровождающаяся крапивницей, тошнотой, спастическими сокращениями мышц живота или матки, бронхоспазмом, массивным отёком лица и голосовой щели, одышкой, цианозом, гипотензией, комой, и смерти. Патология обычно развиваются через несколько минут после укуса, но может иметь место и отсроченная реакция по типу сывороточной болезни, развивающаяся через 10—14 суток после укуса.
Сенсибилизация как правило является результатом предыдущих укусов.
В ответ на множественные укусы (10 и более ужалений) появляется токсическая реакция. Симптоматика напоминает наблюдаемую при системной реакции, обычно отмечается более высокая частота желудочно-кишечных расстройств: рвота, диарея, легкое головокружение и обмороки. Могут наблюдаться также головная боль, лихорадка, дрожь, мышечные спазмы, отёк, судороги. Болезнь обычно регрессирует в течение 48 часов.
Редко болезнь проявляется неврологической, сердечно-сосудистой и урологической симптоматикой с появлением признаков энцефалопатии, неврита, васкулита и нефроза. Описан случай возникновения синдрома Гийена — Барре как возможного последствия ужаления перепончатокрылыми.

### Действие яда пчёл
Введение даже незначительного количества чистого яда в кровь позвоночных животных действует на них очень сильно. Так 6 куб. см 1,5 % раствора чистого яда в кровеносную систему собаки убивает её очень скоро. При ужалении жало пчёлы отрывается вследствие того, что на щетинках жала находятся зазубрины, насекомое погибает.

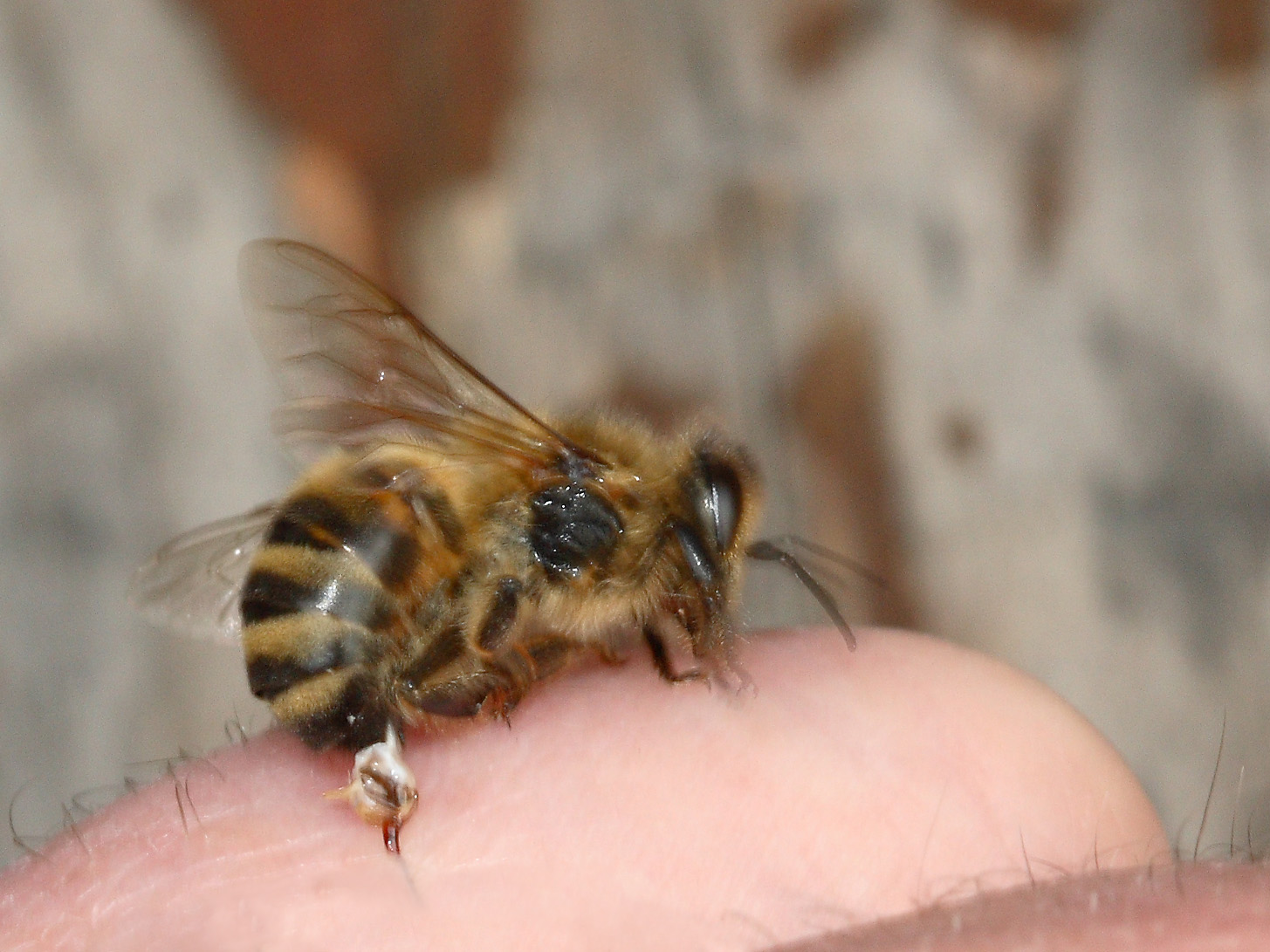
Ужаливание пчелы. Жало остается в пальце.
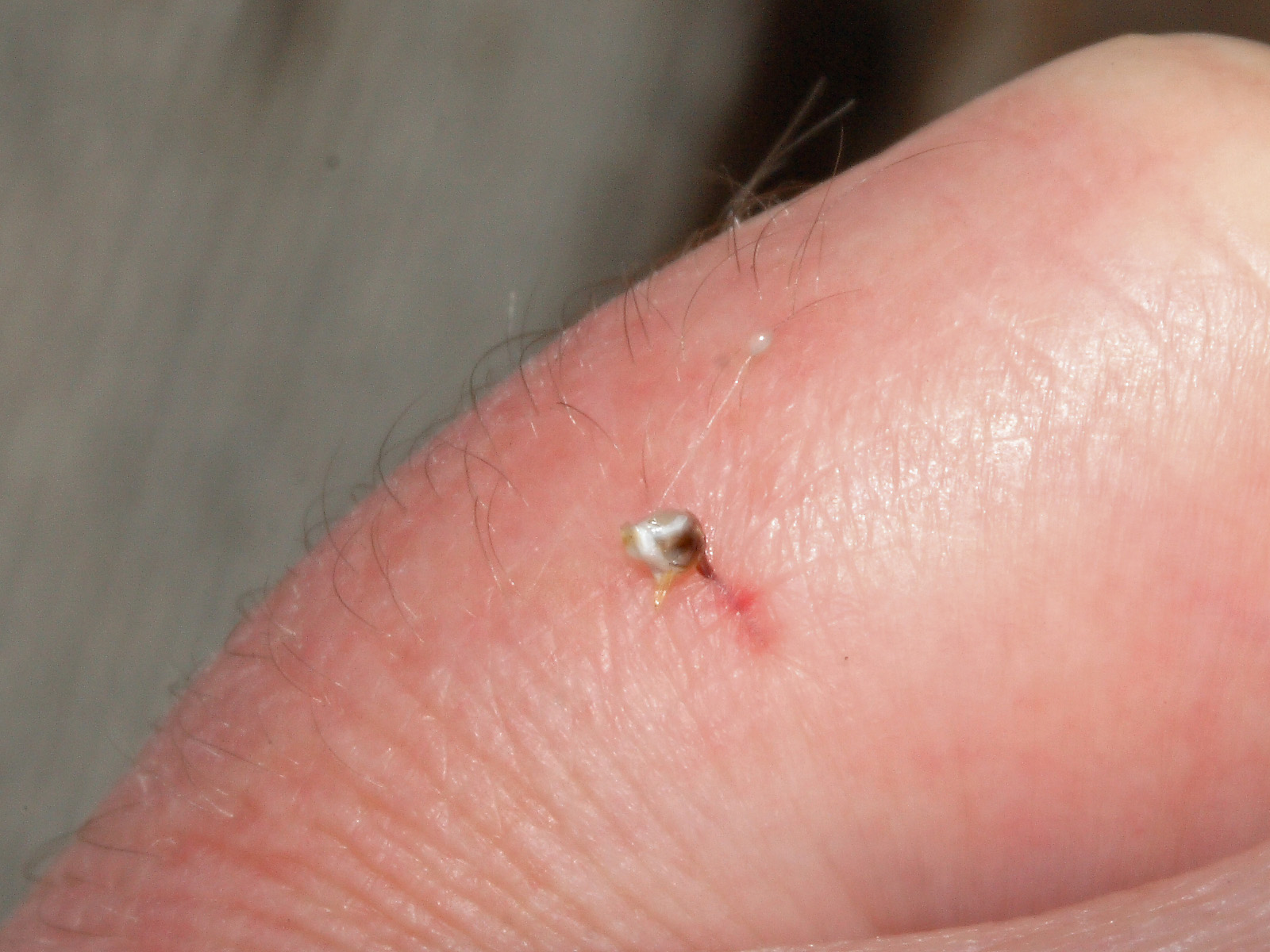
Через 2 минуты
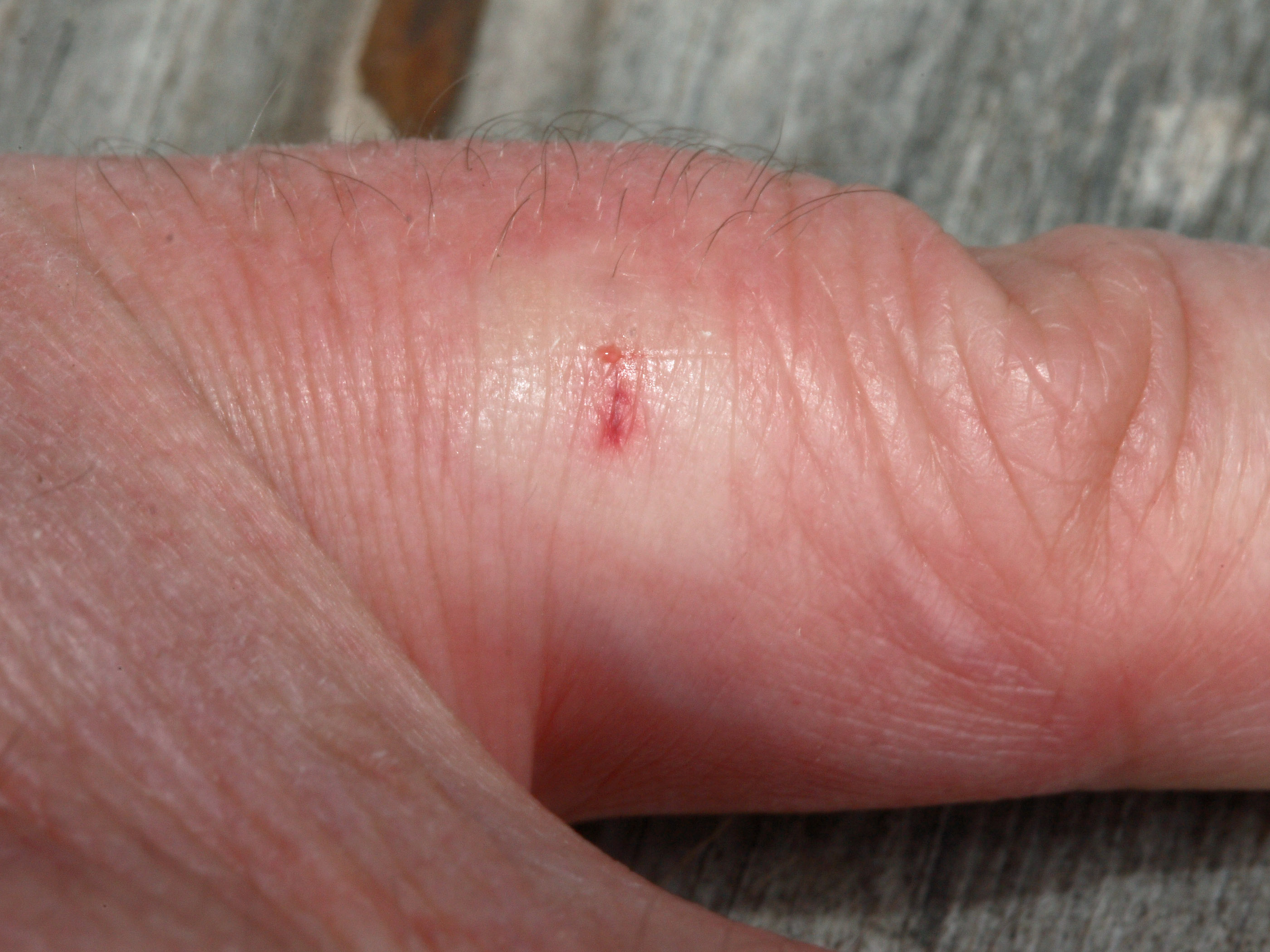
Через 6 минут, после того как жало было удалено
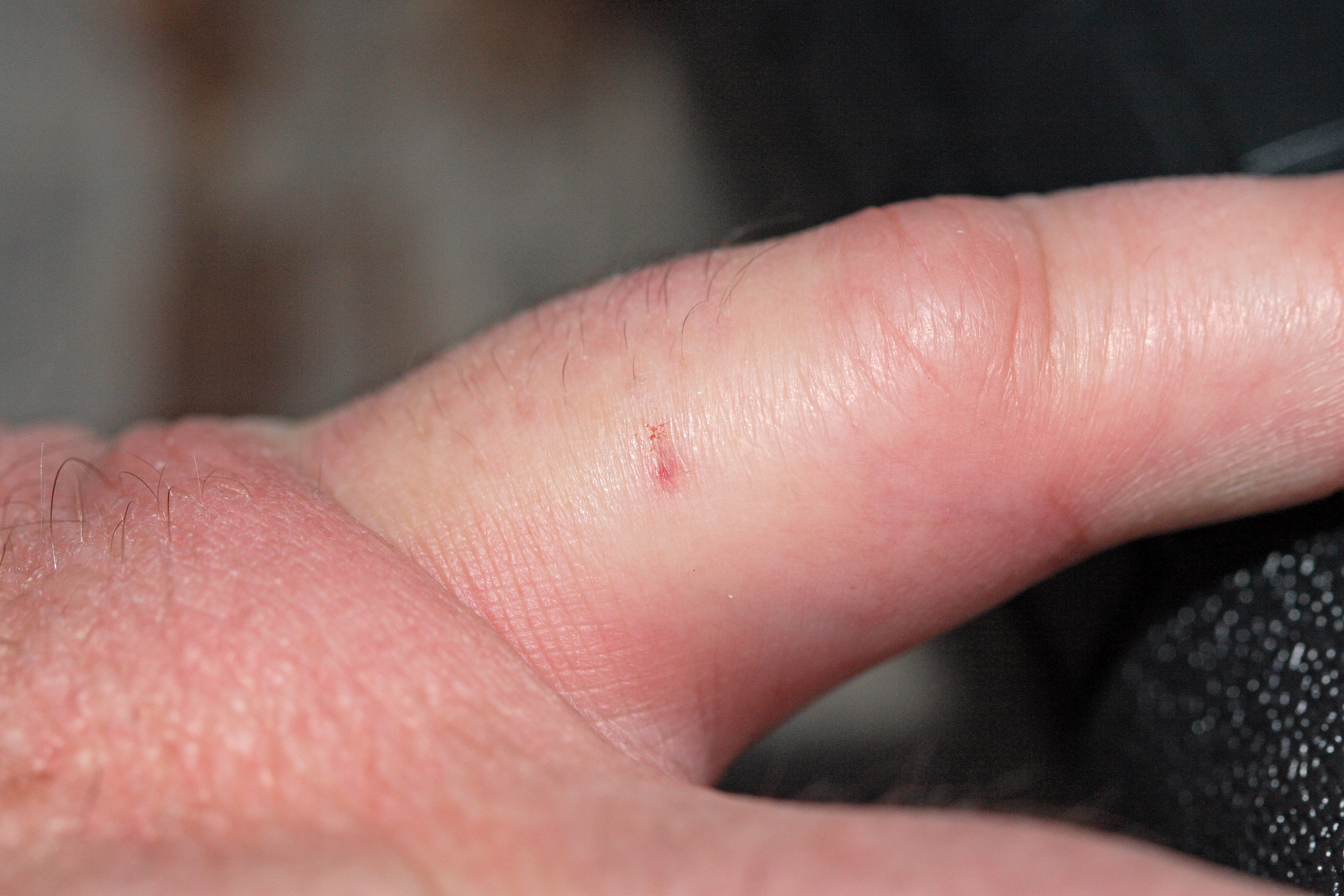
Через 27 минут
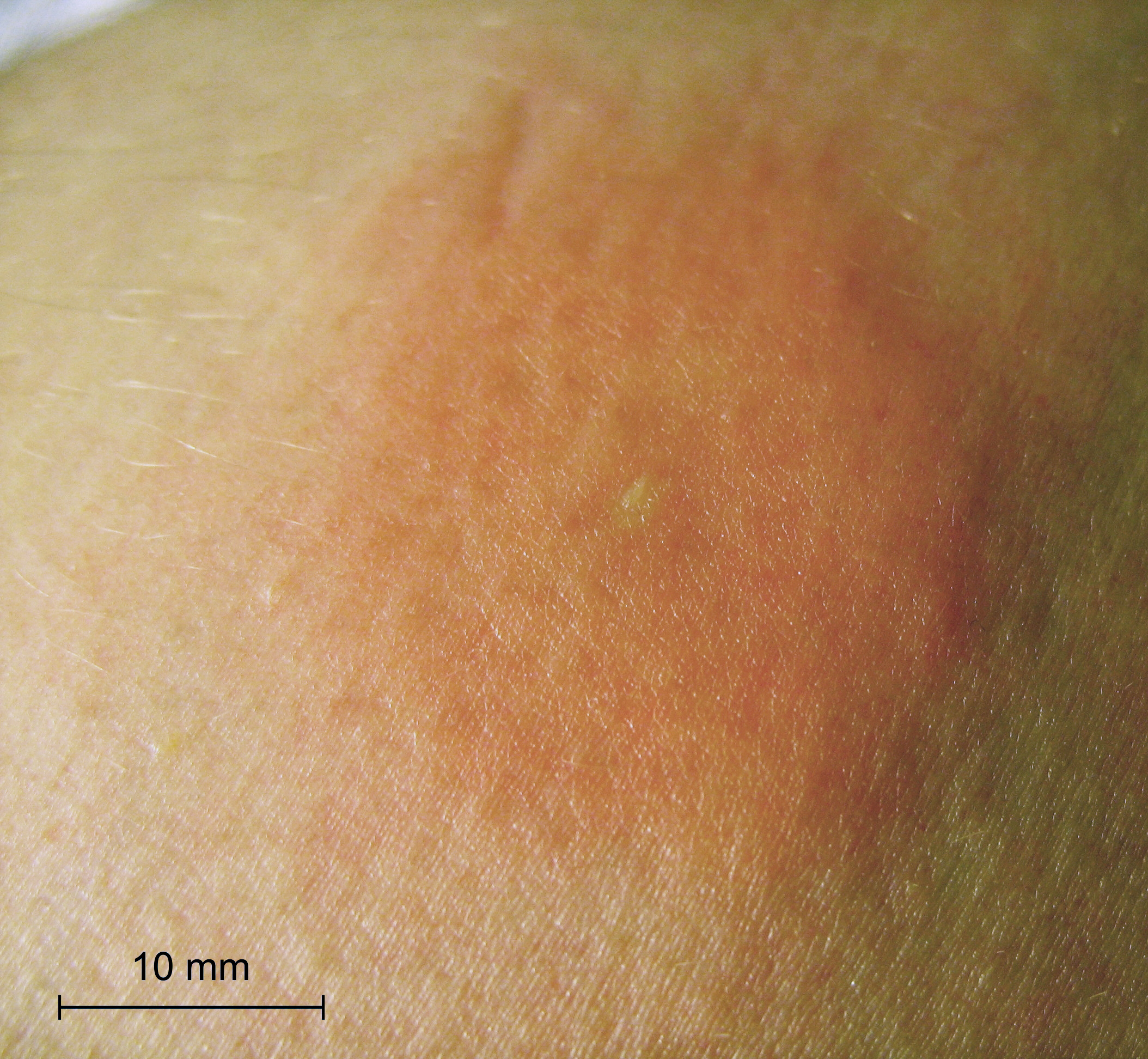
На следующий день

При однократном ужаливании пчелы или осы немедленно возникает местная реакция, острая боль, длящиеся несколько минут, появляется волдырь и эритема, затем развивается сильный зуд. Через несколько часов болезнь обычно регрессирует.
При случайном проглатывании пчелы (см. Живые инородные тела) возникает отёк гортани и глотки или голосовой щели.

### Укусы муравьёв

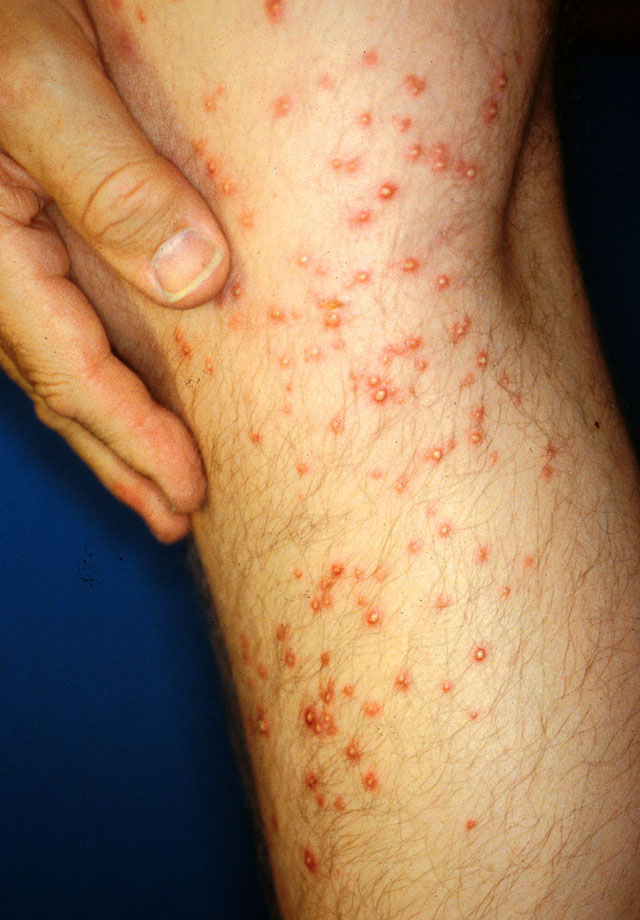
Последствия укусов и ужалений красным огненным муравьём на ноге человека

Ужаление муравья вызывает возникновение пустулы, которая через несколько дней заживает с образованием рубца. Ужаление может сопровождается развитием аллергических реакций, вплоть до анафилактического шока, иногда со смертельным исходом.
Яд муравьёв обладает дерматонекротическим действием. Он содержит кислоты (муравьиную, уксусную, изовалерьяновую, пропионовую), гетероциклические соединения, полипептиды, ферменты, биогенные амины и др. вещества.
Муравьи многих видов наносят жалящие укусы, сопровождающиеся развитием покраснения и отёка в месте укуса.
Огненные муравьи, Solenopsis, особенно S. invicta и S. richteri могут наносить укусы, вызывающие обширное поражение кожи в виде везикул и развития некроза кожи или тяжёлые реакции гиперчувствительности.
Обитающий в Южной Австралии муравей-бульдог Myrmecia pyriformis способен наносить ужаления более болезненные, чем пчёлы. Кожная реакция характеризуется эритемой, переходящей в отёк, ощущениями боли, зуда, удерживающимися иногда в течение нескольких дней.

## Лечение
Удаление жала пчёл.
Для ослабления местной реакции на укус следует прикладывать холод и специальные примочки для снятия зуда или назначить пероральный приём антигистаминных средств.
При тяжёлой системной реакции (стеснение в груди, тошнота, выраженное беспокойство, развитие обморочного состояния) может потребоваться повторная инъекция эпинефрина через 10-15 минут. Антигистаминные препараты (например, дифенгидрамин, 25-50 мг) вводятся внутримышечно. В случае возникновения бронхоспазма устанавливается внутривенный катетер и проводится инфузия аминофиллина в течение 20-30 минут. Доза взрослых 500 мг, детей 5 мг/кг.
Прогноз обычно благоприятный. При множественных укусах, при укусе в шею, язык или глаз, а также при гиперчувствительности возможен летальный исход.

## Паразитизм

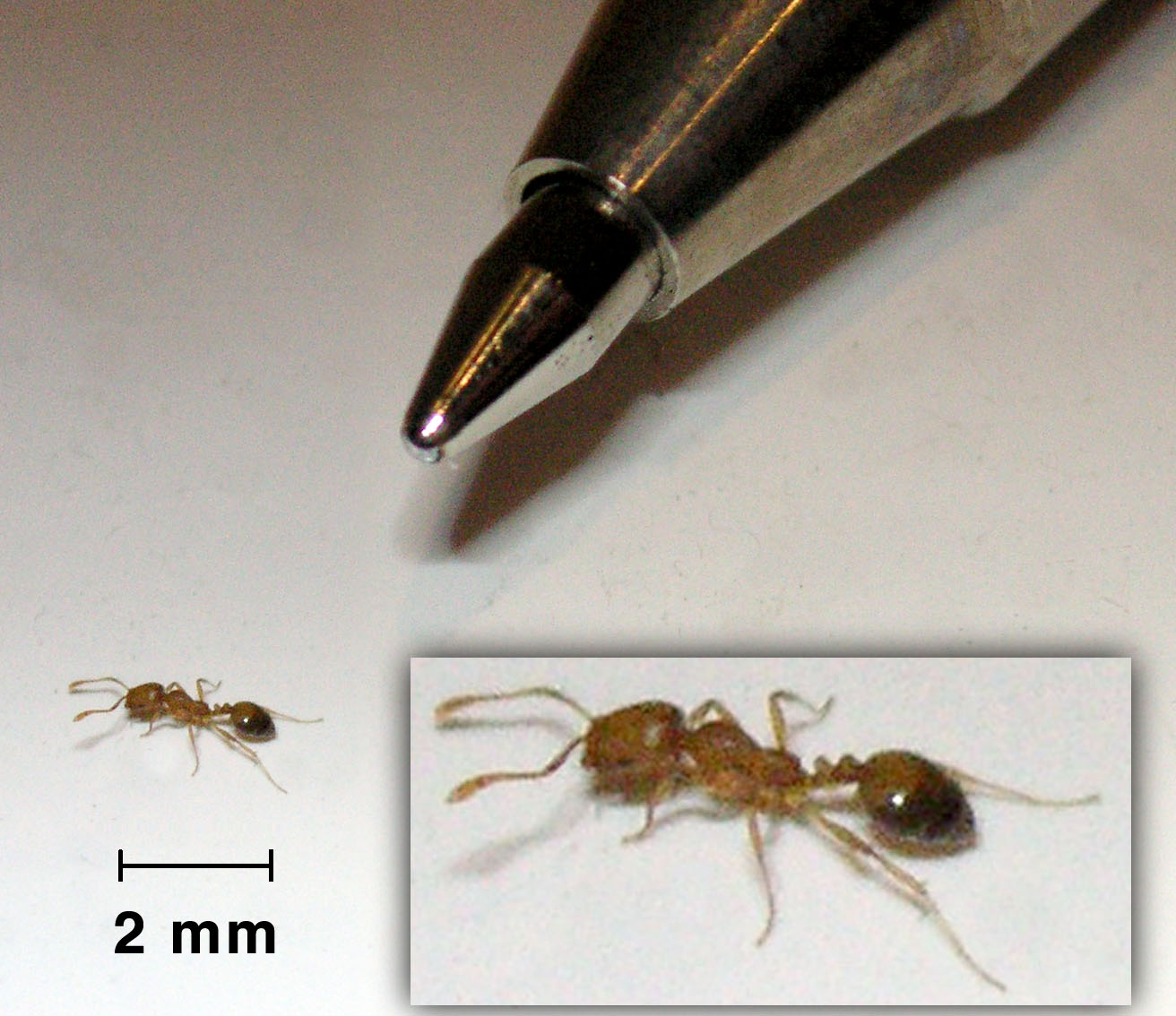
Фараонов муравей

Некоторые муравьи очень агрессивны и нападают на спящих людей (особенно тяжелобольных и грудных детей), заползают в уши, нос, рот, в раны. Их болезненные укусы могут вызвать аллергическую реакцию. Особую опасность представляют собой муравьи, обитающие в помещениях медицинских учреждений (особенно в родильных домах, в хирургических и реанимационных отделениях), привлекаемые кровью и гнойными выделениями, они проникают в раны, под повязки (в том числе и гипсовые), заползают в стерильный материал.
Описан случай паразитирования муравьёв в глазу ребёнка в Индии.